# Demer
Demer je rijeka duga 85 kilometara u istočnoj Belgiji. Desna je pritoka rijeke Dijle. Teče kroz belgijske pokrajine Limburg i Flamanski Brabant. Izvor rijeke je blizu Tongerena. Ulijeva se u rijeku Dijle u Werchteru, općina Rotselaar.
Najvažniji gradovi uz Demer su (počevši od izvora) Bilzen, Hasselt, Diest i Aarschot. Pritoke Demer su rijeke Herk, Gete i Velp (sve tri su u Halenu).
Naziv „Demer“ potječe od keltske riječi „tam“ (tamno obojena) i „ara“ (voda), tj. „rijeka tamne boje“. 

## Vanjske poveznice
|  | Zajednički poslužitelj ima još gradiva o temi Demer |